# Notharctus
Notharctus is een geslacht van uitgestorven primaten dat tijdens het Eoceen (circa 50 miljoen jaar geleden) in Noord-Amerika leefde. Notharctus leek uiterlijk, en waarschijnlijk ook wat betreft leefwijze, sterk op de hedendaagse maki's van Madagaskar. Deze primaat was een boombewoner en voedde zich zeer waarschijnlijk met vruchten, bladeren en kleine diertjes.

## Beschrijving
Het uiterlijk van dit dier was zeer vergelijkbaar met dat van de hedendaagse maki's uit Madagaskar. Ongeveer veertig centimeter lang (exclusief de staart), moest dit dier ongeveer vier kilogram wegen. De ledematen waren langwerpig, net als de staart, en het lichaam was zeer flexibel. De schedel, met een vrij lange snuit, was voorzien van een gefuseerde mandibulaire symfyse, zoals die van de huidige primaten. De snijtanden waren vergelijkbaar met beitels, terwijl de kiezen goed ontwikkelde scherpe richels hadden. Ten slotte waren de hoektanden groter bij mannen. Handen en voeten hadden grote, tegenovergestelde duimen, terwijl de vingers lang waren en nagels hadden.

## Classificatie
Notharctus (wiens naam 'valse beer' betekent) behoort tot een uitgestorven groep primaten, bekend als adapiformen. Hun overblijfselen zijn voornamelijk in Europa en Noord-Amerika gevonden. Deze primaten behoorden tot de eersten die tal van eigenschappen ontwikkelden die geschikt zijn voor een leven in bomen, zoals poten die geschikt zijn voor grijpen, binoculair zicht en flexibele ruggen. Met name Notharctus dankt zijn naam aan de onderfamilie van de Notharctinae, voornamelijk Noord-Amerika, die onder andere ook Cantius, Pelycodus en Smilodectes omvat. De bekendste soort is Notharctus tenebrosus.

## Leefwijze
Dit dier moest een uitstekende klimmer zijn: de fossiele resten geven aan dat de benen perfect geschikt waren om de takken van de bomen te grijpen, terwijl de lange staart een effectief hulpmiddel kon zijn om het lichaam in evenwicht te houden wanneer Notharctus tussen de bomen bewoog. De morfologie van het gebit suggereert dat deze primaat een op bladeren gebaseerd dieet prefereerde.